# Бадьяшиль, Бенуа
Бенуа́ Нтамбюэ́ Бадьяши́ль Мюкина́й Байа́ (фр. Benoît Ntambue Badiashile Mukinayi Baya; родился 26 марта 2001, Лимож) — французский футболист, защитник английского клуба «Челси» и сборной Франции.

## Клубная карьера
Уроженец Лиможа, Бенуа выступал за юношеские команды клубов «Лимож» и «Мальзерб», а в 2016 году стал игроком футбольной академии «Монако». В феврале 2018 года Бадьяшиль подписал свой первый профессиональный контракт с клубом. В основном составе «монегасков» дебютировал 11 ноября 2018 года в матче французской Лиги 1 против «Пари Сен-Жермен». 16 января 2019 года забил свой первый официальный гол за «Монако» в матче Лиги 1 против «Ниццы».
5 января 2023 года перешёл в английский клуб «Челси» за 37 млн евро.

## Карьера в сборной
Бенуа выступал за сборные Франции до 16, до 17, до 18, до 19 лет и до 21 года.
15 сентября 2022 года главный тренер сборной Франции Дидье Дешам впервые вызвал Бадьяшиля для участия в матчах Лиги наций УЕФА 2022/23 против сборных Австрии и Дании. 22 сентября дебютировал за первую сборную Франции в матче против сборной Австрии.

## Личная жизнь
Бадьяшиль имеет конголезское происхождение. Старший брат Бенуа, Лоик, также является профессиональным футболистом и выступает за «Монако».

## Статистика выступлений

### Клубная статистика
| Выступление      | Выступление      | Выступление      | Лига | Лига | Кубки | Кубки | Суперкубок | Суперкубок | Еврокубки | Еврокубки | Итого | Итого |
| Клуб             | Лига             | Сезон            | Игры | Голы | Игры  | Голы  | Игры       | Голы       | Игры      | Голы      | Игры  | Голы  |
| ---------------- | ---------------- | ---------------- | ---- | ---- | ----- | ----- | ---------- | ---------- | --------- | --------- | ----- | ----- |
| Монако           | Лига 1           | 2018/19          | 20   | 1    | 4     | 0     | 0          | 0          | 2         | 0         | 26    | 1     |
| Монако           | Лига 1           | 2019/20          | 16   | 0    | 4     | 0     | 0          | 0          | 0         | 0         | 20    | 0     |
| Монако           | Лига 1           | 2020/21          | 35   | 2    | 4     | 0     | 0          | 0          | 0         | 0         | 39    | 2     |
| Монако           | Лига 1           | 2021/22          | 24   | 1    | 0     | 0     | 0          | 0          | 10        | 0         | 34    | 1     |
| Монако           | Лига 1           | 2022/23          | 11   | 2    | 0     | 0     | 0          | 0          | 5         | 0         | 16    | 2     |
| Монако           | Итого            | Итого            | 106  | 6    | 12    | 0     | 0          | 0          | 17        | 0         | 135   | 6     |
| Челси            | Премьер-лига     | 2022/23          | 11   | 1    | 0     | 0     | 0          | 0          | 0         | 0         | 11    | 1     |
| Челси            | Премьер-лига     | 2023/24          | 3    | 0    | 1     | 1     | 0          | 0          | 0         | 0         | 4     | 1     |
| Челси            | Итого            | Итого            | 14   | 1    | 1     | 1     | 0          | 0          | 0         | 0         | 15    | 2     |
| Всего за карьеру | Всего за карьеру | Всего за карьеру | 120  | 7    | 13    | 1     | 0          | 0          | 17        | 0         | 150   | 8     |

### Выступления за сборную
| Сборная          | Сезон            | Товарищеские | Товарищеские | Официальные | Официальные | Итого | Итого |
| Сборная          | Сезон            | Игры         | Голы         | Игры        | Голы        | Игры  | Голы  |
| ---------------- | ---------------- | ------------ | ------------ | ----------- | ----------- | ----- | ----- |
| Франция          |                  |              |              |             |             |       |       |
| 2022             | 0                | 0            | 2            | 0           | 2           | 0     |       |
| Всего за карьеру | Всего за карьеру | 0            | 0            | 2           | 0           | 2     | 0     |

### Матчи за сборную
| № | Дата             | Соперник | Счёт | Голы | Карточки | Минуты | Соревнование            |
| - | ---------------- | -------- | ---- | ---- | -------- | ------ | ----------------------- |
| 1 | 22 сентября 2022 | Австрия  | 2:0  |      |          | 90'    | Лига наций УЕФА 2022/23 |

Итого: 1 матч / 0 голов; 1 победа, 0 ничьих, 0 поражений.

## Достижения
«Челси»
- Победитель Лиги конференций УЕФА: 2024/25
- Победитель Клубного чемпионата мира: 2025